# Pater Damiaanstraat
De Pater Damiaanstraat is een straat in Brugge.

## Beschrijving
Deze straat werd al in 1394 vermeld als de Sinte-Trudenstraat. Er was hiervoor maar één aanknopingspunt te bedenken en dat was de in het begin van de twaalfde eeuw gestichte Sint-Trudoabdij van augustijnen en augustinessen in Assebroek. Men mag veronderstellen dat ze in de nog vrij onbewoonde stadswijk een eigendom bezaten. Misschien hadden ze er zelfs enige verering voor de heilige Trudo tot stand gebracht of namen ze zich voor er een refugehuis te bouwen.
Na 1972 was er naar aanleiding van de gemeentefusie, dubbel gebruik, omdat ook op Assebroek een Sint-Trudostraat bestond. Omdat die straat op de plek lag waar tot in de 16de eeuw de Sint-Trudoabdij bestond en ook meer inwoners telde dan die in de binnenstad (99 tegen 66), werd de naam aldaar behouden. De Commissie voor Toponymie en Straatnamen stelde voor om in vervanging voor de Brugse Sint-Trudostraat de ter plekke aanwezige toponiem van Bloedput te nemen, maar de bewoners van de straat vonden dit geen goed idee. Het stadsbestuur willigde hun verzoek in voor een andere naam en er werd voor Pater Damiaan (1840-1889) gekozen: de naam van een toekomstige heilige verving aldus die van een oude heilige.
De Pater Damiaanstraat loopt van de Beenhouwersstraat naar het kruispunt dat de naam Bloedput kreeg.

## Literatuur

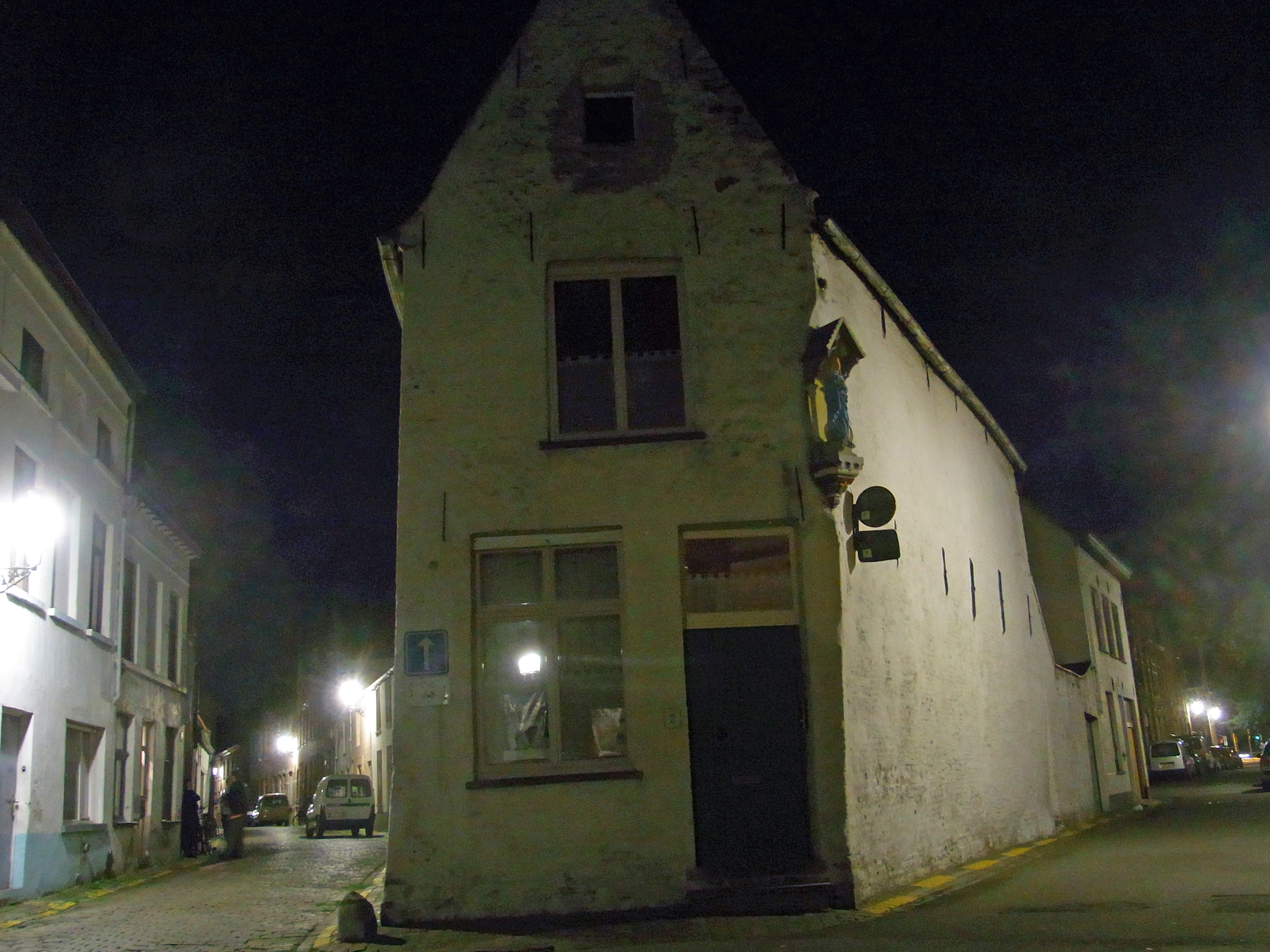
Huis op de hoek van de Mortierstraat en de Pater Damiaanstraat